# Doris Gercke
Doris Gercke, née le 7 février 1937 à Greifswald dans le Gau Pommern en Allemagne nazie et morte le 25 juillet 2025, est une romancière allemande. Connue pour sa série de romans policiers consacrée aux enquêtes de la détective Bella Block, elle reçoit en 2000 le prix Friedrich-Glauser (de) pour sa carrière. Elle utilise également le pseudonyme de Marie-Jo Morell.

## Biographie
Doris Gercke naît à Greifswald en 1937 en Allemagne nazie. En 1949, sa famille s'installe à Hambourg. Elle mène d'abord une vie de femme au foyer avant de devenir romancière, en 1988, avec la publication de son premier roman policier, Aubergiste, tu seras pendu (Weinschröter, du mußt hängen), avec la détective privée Bella Block. Bien reçu en Allemagne, ce premier roman est le début d'une série qui compte depuis dix-sept titres, le dernier écrit en 2012.
Depuis 1993, la détective Bella Block est le personnage principal d'une série télévisée allemande réalisée sous la forme de feuilletons, avec l'actrice allemande Hannelore Hoger dans le rôle principal depuis le début.
Elle obtient le prix Friedrich-Glauser (de) pour sa carrière en 2000.
Doris Gercke meurt le 25 juillet 2025.

## Œuvre

### Sous le nom de Doris Gercke

#### Romans
- Kein fremder Land (1993)
- Versteckt. Ein Kinderkrimi (1993)
- Eisnester. Gedichte (1996)
- Für eine Hand voll Dollar (1998)
- Der Tod ist in der Stadt (1998)
- Duell auf der Veddel. Ein Krimi-Märchen (2001)
- Milenas Verlangen (2002)
- Beringers Auftrag (2003)
- Pasewalk. Eine deutsche Geschichte. (2009)

#### Série Bella Block
- Weinschröter, du mußt hängen (1988) Publié en français sous le titre Aubergiste, tu seras pendu, traduction de Marie Reygnier, Paris, Payot & Rivages, coll. « Rivages/Noir » no 525, 2004
- Moskau meine Liebe (1989)
- Nachsaison (1989)
- Der Krieg, der Tod, die Pest (1990)
- Die Insel (1990)
- Kinderkorn (1991)
- Ein Fall mit Liebe (1994)
- Auf Leben und Tod. (1995)
- Dschingis Khans Tochter (1996)
- Die Frau vom Meer (2000)
- Die schöne Mörderin (2001)
- Bella Ciao (2002)
- Schlaf, Kindchen, schlaf (2004)
- Georgia (2006)
- Schweigen oder Sterben (2007)
- Tod in Marseille (2010)
- Zwischen Nacht und Tag (2012)

### Sous le pseudonyme de Marie-Jo Morell

#### Série Milena Proháska
- Milenas Verlangen (2002)
- Beringers Auftrag (2003)
- Wo es wehtut (2016)

## Filmographie

### Comme auteur adaptée
- Depuis 1997 : Bella Block, feuilleton télévisé allemand réalisé d'après la série de romans policiers consacrés à Bella Block, avec Hannelore Hoger dans le rôle de la détective.

## Prix et distinctions notables
- Prix Martin Beck en 1991 pour Aubergiste, tu seras pendu (Weinschröter, du musst hängen).
- Prix Friedrich-Glauser (de) en 2000 pour sa carrière.

## Référence
1. ↑  (de) « Bella-Block-Erfinderin Doris Gercke mit 88 Jahren gestorben », Aachener Zeitung, 28 juillet 2025 (consulté le 30 juillet 2025)